# Amata aequipuncta
Amata aequipuncta är en fjärilsart som beskrevs av Turati 1917. Amata aequipuncta ingår i släktet Amata och familjen björnspinnare. Inga underarter finns listade i Catalogue of Life.